# Hermelin (adelsätt)
Hermelin (uttal med betoning på första stavelsen, det vill säga ej som djuret) är en månghövdad svensk adelsätt, vilken adlades år 1702 och introducerades på Sveriges Riddarhus år 1707 på nummer 1391. Ätten har gemensamt ursprung med släkten Skragge och de adliga ätterna Skraggensköld och Lagerborg, samt har utgrenat sig i friherrliga ätten Hermelin. Den adliga ätten utdog 1797 och endast den friherrliga är fortlevande i Sverige, USA, Tyskland och Kanada.

## Historia
Släkten Hermelin härstammar från borgmästaren Nils Månsson Skragge (1606–1673) i Filipstads stad, vars son professorn och kanslirådet och sedermera statssekreteraren i Karl XII fältkansli Olof Nilsson Skragge 1678 antog efternamnet Hermelin och adlades 1702. Hans hustru Margareta Åkerhielm af Margrethelund hade barn med sin förre make Elias Obrecht, vilka adlades med deras styvfar på namnet Hermelin.

## Personer med efternamnet Hermelin
- Astrid Hermelin (1881–1925), målare och tecknare
- Axel Hermelin (1818–1915), godsägare och riksdagsman
- Carin Hermelin (1902–1975), journalist
- Carl Hermelin (1707–1789), riksråd
- David Hermelin (militär) (1897–1971)
- Eric Hermelin (1860–1944), översättare och författare
- Folke Hermelin (1880–1955), målare och karikatyrtecknare
- Gabriel Hermelin (född 1983), barnskådespelare
- Gunni Hermelin (1883–1981), föreläsare
- Honorine Hermelin (1886–1977), rektor, feministisk folkbildare och översättare
- Ingeborg Hermelin (1904–2000), rektor
- Johan Hermelin (född 1949), politiker, folkpartist
- Joseph Hermelin (1857–1938), godsägare och riksdagsman, högerman
- Olof Hermelin – flera personer
  - Olof Hermelin (ämbetsman) (1658–1709)
  - Olof Hermelin (konstnär) (1827–1913), landskapsmålare och författare
- Richard Hermelin (1862–1946), godsägare och riksdagsman
- Samuel Gustaf Hermelin (1744–1820), kartograf, industriman, politiker och kolonisatör
- Sven Hermelin – flera personer
  - Sven Hermelin (1856–1923), militär och idrottsledare
  - Sven Hermelin (1901–1984), sjömilitär
  - Sven Hermelin (trädgårdsarkitekt) (1900–1984)
- Tryggve Hermelin (1856–1951), konstnär

## Friherrliga ätten
En av Olof Hermelins söner, Carl Hermelin, var statssekreterare och riksråd. Carl Hermelin upphöjdes 1760 till friherre, och ätten introducerades 1766 på nummer 272. Han var gift med Hedvig Ulrika Benzelstierna, dotter till assessorn Olof Benzelstierna och Anna Catharina Strömner och Bureättling, från vilka hela den friherrliga ätten härstammar.

### Medlemmar i urval friherrliga ätten Hermelin
- Alf Hermelin, sonson till Carl Alfons (född 1821), friherre och huvudman. Agronom, rektor, ryttmästare. RNO och 1949 innehavare av Noors fideikommiss.[5]
- Nils-Magnus Hermelin, friherre. Son till Alf Hermelin och ättens nuvarande huvudman.[6]